# Johan Brander
Johan Brander, född 1733 i Katarina församling, Stockholm, död där 7 mars 1793, var en svensk präst.

## Biografi
Johan Brander föddes 1733 i Katarina församling och döptes 4 april samma år. Han var son till inspektoren Johan Brander på Forsmarks bruk och Margareta Hiört. Brander blev 1 juni 1748 student vid Uppsala universitet och var medlem i Stockholms nation. Han tog 16 juni 1755 magistergraden och blev 4 juli 1755 amanuens vid Stockholms konsistorium. Brander blev 4 augusti 1766 kyrkoherde i Enköpings församling, tillträdde 1 november 1766 och utnämndes 14 oktober 1771 till honorärprost. Han blev 10 december 1773 kontraktsprost och 6 juni 1779 teologie doktor vid Uppsala universitet. Brander blev 8 oktober 1780 kyrkoherde i Katarina församling, Stockholm, tillträdde 1 maj 1782 och fick 21 maj 1782 plats som assessor i Stockholms konsistorium. Han blev 22 november 1784 ordenskaplan och var i juni 1785 kungens biktfader. Från 6 februari 1786 var han även kyrkoherde i Bromma församling. Han var preses vid prästmötet 1780 i Uppsala. Brander avled 1793 i Katarina församling i Stockholm.
Brander var riksdagsman vid riksdagen 1771–1772 och riksdagen 1778–1779.

### Familj
Brander gifte sig 28 november 1762 med Hedvig Juliana Burgman (1742–1812), dotter till stadsmäklaren Johan Gabriel Burgman och Jakobina Eleonora Hilcken. De fick tillsammans barnen Margareta Christina Brander (1763–1770), Hedvig Johanna Brander (1765–1829) som var gift med rådmannen Nils Svensson Stahre i Enköping, Johan Brander (1767–1767), Fredrik Brander (1769–1769), Johanna Catharina Brander (1771–1841) som var gift med kofferdikaptenen Anders Askling, Ulrika Althea Brander (1773–1845) som var gift med kronofogden Christan Lundberg, ryttmästaren Carl Brander (1780–1866) och Eva Maria Brander (1782–1851) som var gift med godsägaren Carl Daniel Frunck.